# آیا یک ببر کراوات می‌زند؟
آیا یک ببر کراوات می‌زند؟ (به انگلیسی: ?Does a Tiger Wear a Necktie) نمایشی است که در سال ۱۹۶۹ توسط دان پیترسن نوشته و اجرا شد. این نمایش سه پرده دارد و به شروع فعالیت حرفه‌ای آل پاچینو و ران تامپسون کمک کرد.